# ریچارد بریک
ریچارد بریک (انگلیسی: Richard Michael Brick; ۲۰ سپتامبر ۱۹۴۵ – ۲ آوریل ۲۰۱۴) تهیه‌کننده اهل ایالات متحده آمریکا بود.

## بخشی از فیلمشناسی
- هری ساختارشکن (۱۹۹۷)
- رذل و دوست‌داشتنی (۱۹۹۹)
- رویای آریزونا (۱۹۹۲)